# Negastrius solox
Negastrius solox là một loài bọ cánh cứng trong họ Elateridae. Loài này được Wells miêu tả khoa học năm 1996.